# Phoenix Mercury 2005
La stagione 2005 delle Phoenix Mercury fu la 9ª nella WNBA per la franchigia.
Le Phoenix Mercury arrivarono quinte nella Western Conference con un record di 16-18, non qualificandosi per i play-off.

## Roster
| N° | Naz.                   | Ruolo | Sportivo          | Anno | Alt. | Peso |
| -- | ---------------------- | ----- | ----------------- | ---- | ---- | ---- |
| 3  | Stati Uniti (bandiera) | G     | Diana Taurasi     | 1982 | 183  | 78   |
| 8  | Russia (bandiera)      | C     | Marija Stepanova  | 1979 | 203  | 85   |
| 9  | Rep. Ceca (bandiera)   | C     | Kamila Vodičková  | 1972 | 193  | 86   |
| 11 | Stati Uniti (bandiera) | G     | Niele Ivey        | 1977 | 180  | 68   |
| 12 | Australia (bandiera)   | A     | Belinda Snell     | 1981 | 180  | 77   |
| 13 | Australia (bandiera)   | A     | Penny Taylor      | 1981 | 185  | 76   |
| 20 | Stati Uniti (bandiera) | G     | Kayte Christensen | 1980 | 191  | 77   |
| 23 | Stati Uniti (bandiera) | G     | Gwen Jackson      | 1980 | 188  | 83   |
| 24 | Stati Uniti (bandiera) | A     | Lisa Harrison     | 1971 | 183  | 74   |
| 25 | Stati Uniti (bandiera) | A     | Sandora Irvin     | 1982 | 191  | 84   |
| 30 | Stati Uniti (bandiera) | G     | Anna DeForge      | 1976 | 178  | 73   |
| 33 | Stati Uniti (bandiera) | A     | Angelina Williams | 1983 | 183  | 68   |
| 43 | Stati Uniti (bandiera) | C     | Ashley Robinson   | 1980 | 193  | 82   |
| 50 | Stati Uniti (bandiera) | A     | Shereka Wright    | 1981 | 178  | 70   |
| 54 | Stati Uniti (bandiera) | G     | Plenette Pierson  | 1981 | 188  | 77   |

## Staff tecnico
- Allenatore: Carrie Graf
- Vice-allenatori: Michele Timms, Julie Brase
- Preparatore atletico: Carolyn Griffiths